# Hans-Werner Börs
Hans-Werner Börs (* 8. März 1928 in Bonn; † 22. Februar 1996) war ein deutscher Kommunalpolitiker (CDU) und von 1970 bis zu seiner Amtsenthebung 1992 Bürgermeister der hessischen Gemeinde Kriftel. Im Rahmen des Korruptionsskandals um hohe Amtsträger im Hochtaunuskreis und Main-Taunus-Kreis („Taunus-Mafia“), fand der Fall Börs Beachtung in den überregionalen Medien und der Literatur.

## Politik

### Bürgermeister
Börs war als Polizeioberamtsrat im rheinland-pfälzischen Innenministerium tätig gewesen, bevor er am 1. September 1970 Bürgermeister von Kriftel wurde. Als solcher setzte er sich erfolgreich gegen die geplante Eingemeindung Kriftels nach Hofheim am Taunus ein, die im Rahmen der Gebietsreform in Hessen erfolgen sollte und 1974 im letzten Moment nicht beschlossen wurde. In Börs Amtszeit fiel die Fertigstellung von Großbauprojekten, wie der in der Amtszeit von Bürgermeister Georg Richberg (1949–1967) geplante und 1972 eingeweihte Freizeitpark mit Freibad (auf etwa 2 bis 3 % der Gemeindefläche) und das 1973 eröffnete Veranstaltungszentrum „Schwarzbachhallen“. Daneben die Neugestaltung der Ortsmitte durch die 1989 eingeweihte „Galerie-Passage“, eine kleine Geschäftszeile mit Restaurants, Supermarkt, Bäckerei, Apotheke und Drogerie. 

### Korruptionsskandal und Untersuchungshaft
Nach einer Festnahmeaktion der Frankfurter Staatsanwaltschaft am 21. November 1991 (Buß- und Bettag), die sich wegen Korruptionsverdacht gegen mehrere hohe Amtsträger wie den stellvertretenden Landrat und mehrere Bürgermeister im Hochtaunuskreis richtete, wurde auch gegen Börs ermittelt. Im Oktober 1992 kam auch Börs unter dem Vorwurf der versuchten Erpressung, Bestechlichkeit und Betrug in Untersuchungshaft. Seine Verhaftung war der größte politische Skandal der Gemeinde Kriftel. Börs wurde vorgeworfen als Verbandsvorsteher des für Abwasserbeseitigung zuständigen Schwarzbachverband Main-Taunus im „Tausch“ gegen Parteispenden von Unternehmern zu Gunsten des Wahlkreiskontos des Bundestagsabgeordneten und späteren Ministers Heinz Riesenhuber (* 1935) und der Krifteler CDU, fingierte Rechnungen an den Schwarzbachverband veranlasst zu haben, durch den sich die Unternehmer die Geldspenden wiederholen konnten. Neben den Dienst- und Privaträumen von Börs und den Büros des Schwarzbachverbandes wurde auch die Parteizentrale der CDU Main-Taunus durchsucht und gegen zehn Unternehmen ermittelt.
Auch habe Börs „Schwierigkeiten bei der Baugenehmigung für eine große Werkshalle“ aus dem Weg geräumt. Daneben habe er sich zu teuren Reisen einladen lassen und eine Baufirma habe ihm verbilligt ein Haus vermietet. Nach Schätzungen der Staatsanwaltschaft waren insgesamt „über 100.000 Mark an Spenden und Bestechungsgeldern geflossen“. In der Wohnung eines Bestechers konnte ein Videoband sichergestellt werden, das Börs und andere Beteiligte in Alfons Schuhbecks Nobelrestaurant im bayerischen Waging am See zeigte, beim Austausch von Geschenken und der Unterzeichnung eines auf Korruption gegründeten Vertrags über den Neubau einer Kläranlage im Wert von 4 bis 5 Millionen Deutsche Mark.
Börs beteuerte seine Unschuld. Krifteler Vereine initiierten für den vielfach beliebten und als volksnah geltenden Börs und seine Frau eine Unterschriftenaktion und organisierten eine Demonstration in Kriftel, an der etwa 500 Personen teilnahmen. Noch in der Haft wurde Börs von Landrat Jochen Riebel (1945–2015) seines Amtes enthoben, der auch ein Disziplinarverfahren gegen ihn einleitete. Ende April 1993 erhielt Börs Freigang unter hohen Auflagen, wie einer Kontaktsperre gegenüber Parteifreunden und ehemaligen Mitarbeitern, an die er sich nicht hielt. Letztlich wurden viele Beteiligte des Korruptionsskandals zu teils hohen Haftstrafen verurteilt. So erhielt der CDU-Kreisgeschäftsführer und stellvertretende Landrat des Hochtaunuskreises eine Haftstrafe von drei Jahren und zehn Monaten. Börs verstarb vor einer Verurteilung an einer Krebserkrankung. Zum 20. Todestag besuchten Kriftels Bürgermeister Christian Seitz und Erster Beigeordneter Franz Jirasek das Grab von Börs auf dem Friedhof von Kriftel und legten Blumenschmuck nieder.

## Privates
Er war mit Helene Börs (1928–2007) verheiratet. Sie verwaltete 1980 treuhänderisch das Wahlkampfkonto des Bundestagsabgeordneten Riesenhuber, so dass auch gegen Helene Börs wegen des Verdachts der Beihilfe ermittelt wurde.